# Joseph Raffael
Ne doit pas être confondu avec Joseph Raphael.
Joseph Raffael, né le 22 février 1933 à Brooklyn et mort le 12 juillet 2021 à Cagnes-sur-Mer, est un artiste peintre américain contemporain.

## Biographie
Ses peintures sont en majorité des aquarelles de grandes dimensions.
Aux États-Unis, les œuvres de Joseph Raffael sont visibles à la Nancy Hoffman Gallery à New York.
Le magazine L'Art de l'aquarelle a consacré un article à Joseph Raffael dans son numéro de décembre 2009. En France, ses œuvres ont été visibles lors de l'exposition Hyperréalismes USA, 1965-75, au Musée d'Art moderne et contemporain de Strasbourg ainsi que lors de l'opération Art in Embassies à l'Ambassade des États-Unis en France en 1975.

## Récompenses et distinctions
- 1960 : Louis C. Tiffany Fellowship
- 1974 : First Prize, Tokyo International Biennial, Japon
- 1975 : Purchase Prize, Concours d'Antiques, Oakland Museum, Californie